# ITF Roller Open

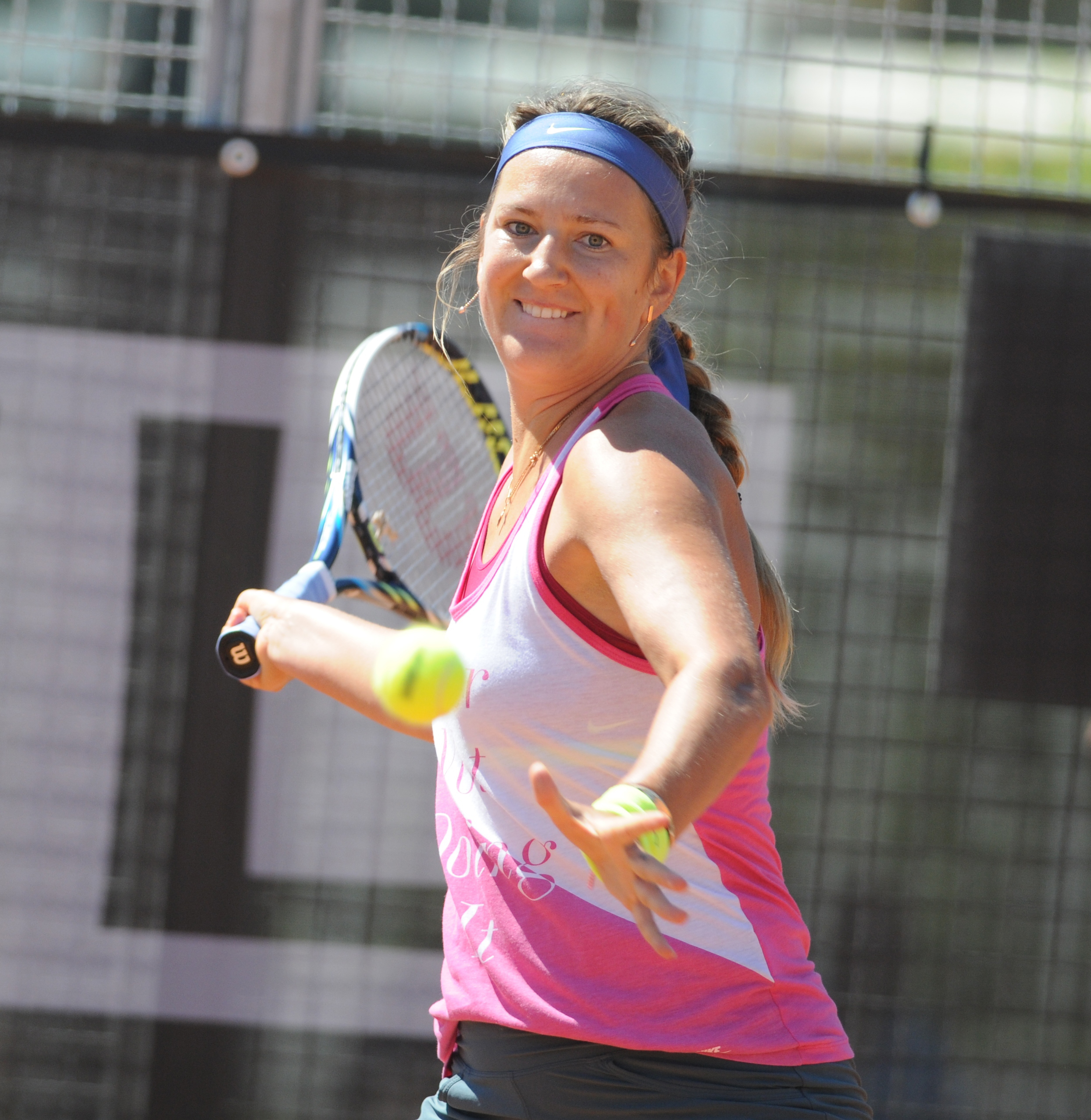
Wiktoryja Azaranka, zwyciężczyni edycji 2005 w grze pojedynczej

ITF Roller Open – żeński turniej tenisowy rozgrywany od 2001 roku w Pétange w Luksemburgu na kortach twardych w hali. Impreza zaliczana jest do cyklu ITF. Pula nagród wynosi 25 000 dolarów amerykańskich.
W latach 2001–2011 zawody organizowano na nawierzchni ceglanej.

## Mecze finałowe

### Gra pojedyncza
| Rok               | Zwyciężczyni                                                     | Finalistka                                                       | Wynik                                                            |
| 2020              | Turniej nie odbył się z powodu pandemii COVID-19.                | Turniej nie odbył się z powodu pandemii COVID-19.                | Turniej nie odbył się z powodu pandemii COVID-19.                |
| 2019              | Arantxa Rus                                                      | Laura Ioana Paar                                                 | 6:3, 3:6, 6:3                                                    |
| 2018              | Mandy Minella                                                    | Helene Scholsen                                                  | 6:2, 6:1                                                         |
| ↑ ITF 25 000 $ ↑  |                                                                  |                                                                  |                                                                  |
| 2017              | Swiatłana Pirażenka                                              | Chayenne Ewijk                                                   | 6:2, 4:6, 6:0                                                    |
| ↑ ITF 15 000 $ ↑  |                                                                  |                                                                  |                                                                  |
| 2016              | Elixane Lechemia                                                 | Magali Kempen                                                    | 6:3, 6:0                                                         |
| ↑ ITF 10 000 $ ↑  |                                                                  |                                                                  |                                                                  |
| 2015              | Greet Minnen                                                     | Michaela Hončová                                                 | 6:0, 3:6, 6:3                                                    |
| ↑ ITF 15 000 $ ↑  |                                                                  |                                                                  |                                                                  |
| 2014              | Lu Jiajing                                                       | Michaela Hončová                                                 | 6:1, krecz                                                       |
| ↑ ITF 10 000 $ ↑  |                                                                  |                                                                  |                                                                  |
| 2012–2013         | Turniej nie odbył się (rozegrano męski turniej ATP Roller Open). | Turniej nie odbył się (rozegrano męski turniej ATP Roller Open). | Turniej nie odbył się (rozegrano męski turniej ATP Roller Open). |
| 2011              | Mathilde Johansson                                               | Petra Cetkovská                                                  | 7:5, 6:3                                                         |
| 2010              | Mathilde Johansson                                               | Monica Niculescu                                                 | 6:3, 6:3                                                         |
| ↑ ITF 100 000 $ ↑ |                                                                  |                                                                  |                                                                  |
| 2009              | Arantxa Parra Santonja                                           | Jekatierina Byczkowa                                             | 6:3, 6:2                                                         |
| 2008              | Mathilde Johansson                                               | Renata Voráčová                                                  | 2:6, 7:5, 7:5                                                    |
| 2007              | Pauline Parmentier                                               | Martina Müller                                                   | 6:1, 6:4                                                         |
| ↑ ITF 75 000 $ ↑  |                                                                  |                                                                  |                                                                  |
| 2006              | Julija Bejhelzimer                                               | Kirsten Flipkens                                                 | 5:7, 7:6(6), 6:4                                                 |
| 2005              | Wiktoryja Azaranka                                               | Wiktorija Kutuzowa                                               | 6:4, 6:2                                                         |
| ↑ ITF 50 000 $ ↑  |                                                                  |                                                                  |                                                                  |
| 2004              | Stanislava Hrozenská                                             | Chanelle Scheepers                                               | 6:7(10), 6:1, 6:4                                                |
| ↑ ITF 25 000 $ ↑  |                                                                  |                                                                  |                                                                  |
| 2003              | Angelika Bachmann                                                | Bianka Lamade                                                    | 6:4, 7:6(5)                                                      |
| 2002              | Kirsten Flipkens                                                 | Tanja Hirschauer                                                 | 4:6, 6:2, 6:1                                                    |
| 2001              | Nicole Seitenbecher                                              | Ilona Poljakova                                                  | 6:2, 3:6, 6:2                                                    |
| ↑ ITF 10 000 $ ↑  |                                                                  |                                                                  |                                                                  |

### Gra podwójna
| Rok               | Zwyciężczynie                                                    | Finalistki                                                       | Wynik                                                            |
| 2020              | Turniej nie odbył się z powodu pandemii COVID-19.                | Turniej nie odbył się z powodu pandemii COVID-19.                | Turniej nie odbył się z powodu pandemii COVID-19.                |
| 2019              | Laura Ioana Paar Julia Wachaczyk                                 | Katarzyna Piter Arantxa Rus                                      | 7:6(11), 1:6, 11–9                                               |
| 2018              | Anastasija Pribyłowa Nina Stojanović                             | Katarzyna Piter Chantal Škamlová                                 | 2:6, 6:2, 10–8                                                   |
| ↑ ITF 25 000 $ ↑  |                                                                  |                                                                  |                                                                  |
| 2017              | Chayenne Ewijk Rosalie van der Hoek                              | Priscilla Heise Deborah Kerfs                                    | 6:2, 4:6, 10–8                                                   |
| ↑ ITF 15 000 $ ↑  |                                                                  |                                                                  |                                                                  |
| 2016              | Chayenne Ewijk Rosalie van der Hoek                              | Justyna Jegiołka Magali Kempen                                   | 7:6(6), 6:3                                                      |
| ↑ ITF 10 000 $ ↑  |                                                                  |                                                                  |                                                                  |
| 2015              | Michaela Boev Hristina Diszkowa                                  | Manon Arcangioli Harriet Dart                                    | 6:2, 6:3                                                         |
| ↑ ITF 15 000 $ ↑  |                                                                  |                                                                  |                                                                  |
| 2014              | Elyne Boeykens Kelly Versteeg                                    | Michaela Hončová Nora Niedmers                                   | 7:6(2), 6:1                                                      |
| ↑ ITF 10 000 $ ↑  |                                                                  |                                                                  |                                                                  |
| 2012–2013         | Turniej nie odbył się (rozegrano męski turniej ATP Roller Open). | Turniej nie odbył się (rozegrano męski turniej ATP Roller Open). | Turniej nie odbył się (rozegrano męski turniej ATP Roller Open). |
| 2011              | Johanna Larsson Jasmin Wöhr                                      | Kristina Barrois Anna-Lena Grönefeld                             | 7:6(2), 6:4                                                      |
| 2010              | Sharon Fichman Monica Niculescu                                  | Sophie Lefèvre Laura Thorpe                                      | 6:4, 6:2                                                         |
| ↑ ITF 100 000 $ ↑ |                                                                  |                                                                  |                                                                  |
| 2009              | Stéphanie Cohen-Aloro Salima Safar                               | Darija Jurak Kathrin Wörle                                       | 6:2, 3:6, 10–7                                                   |
| 2008              | Corinna Dentoni Anastasija Piwowarowa                            | Stéphanie Foretz İpek Şenoğlu                                    | 6:4, 6:1                                                         |
| 2007              | Carla Suárez Navarro Anastasija Jakimawa                         | Martina Müller Claudine Schaul                                   | 6:7(4), 6:1, 7:6(1)                                              |
| ↑ ITF 75 000 $ ↑  |                                                                  |                                                                  |                                                                  |
| 2006              | Erica Krauth Frederica Piedade                                   | Claudine Schaul Lina Stančiūtė                                   | 6:3, 6:3                                                         |
| 2005              | Julija Bejhelzimer Sandra Klösel                                 | Claire Curran Kim Kilsdonk                                       | 6:4, 6:0                                                         |
| ↑ ITF 50 000 $ ↑  |                                                                  |                                                                  |                                                                  |
| 2004              | Eva Fislová Stanislava Hrozenská                                 | Evie Dominikovic Gulnara Fattachietdinowa                        | 6:4, 6:3                                                         |
| ↑ ITF 25 000 $ ↑  |                                                                  |                                                                  |                                                                  |
| 2003              | Iveta Gerlová Andrea Masaryková                                  | Bianka Lamade Nicole Ludwig                                      | 6:2, 5:7, 7:6(1)                                                 |
| 2002              | Zuzana Černá Iveta Gerlová                                       | Dominika Diešková Lenka Tvarošková                               | 1:6, 6:1, 6:3                                                    |
| 2001              | Elke Clijsters Jaslyn Hewitt                                     | Natalia Dziamidzenka Kika Hogendoorn                             | 6:1, 6:3                                                         |
| ↑ ITF 10 000 $ ↑  |                                                                  |                                                                  |                                                                  |